# Green Banking
Con il termine Green Banking si definisce una teoria nell'ambito dello sviluppo economico sostenibile.

## Il nuovo valore Green
L'economia verde si sta configurando sempre più come una tendenza stabile, condivisa da ampie e trasversali fasce della popolazione, orientando soggetti, organizzazioni e istituzioni verso principi etici, ,di responsabilità e comportamentali, investendo aspetti legislativi e giuridici, industriali, energetici, individuali, territoriali, istituzionali, nazionali e sovranazionali.
È ormai pacifico, almeno agli economisti più evoluti, che la sola definizione del profitto non è più l'unico parametro per valutare la qualità della gestione aziendale. Inoltre il consumatore e i modelli di consumo si sono sviluppati verso autonomia di giudizio, personalizzazione dei consumi, soddisfazione di esigenze non rigidamente codificate. In questo contesto alcune ricerche (in Italia) rilevano come la vocazione ambientale rappresenti un elemento percepito dai clienti come fortemente differenziale in positivo.

Alcuni settori di vitale importanza per il definitivo sopravvento dell'economia verde sono il green marketing, che si preoccupa di definire i nuovi comportamenti delle imprese, verso un mercato in cui vi è una domanda in continua crescita, e il Green Banking, ovvero la condivisione della banche di questa economia, definendo i modelli che possono orientare i comportamenti degli stakeholders (attraverso i propri prodotti e servizi) ponendo particolare attenzione alle famiglie e alle piccole imprese.

## Il Green Banking
Green Banking non è né un termine né una disciplina nuova; già nel 1991 l'UNEP lanciò il programma “Finance Initiative”, cui seguì l'anno successivo la “Dichiarazione UNEP degli istituti finanziari sull'ambiente e sullo sviluppo sostenibile”. Quello che appare però come fortemente attuale è invece la sensibilità nuova e più matura che si diffonde in strati di popolazione sempre più vasti.
La banca,con il suo ruolo di gestore delle risorse finanziarie e con la sua presenza così influente e importante nella vita quotidiana, può assumere un ruolo decisivo e strategico per la diffusione di una cultura della sostenibilità.
Al momento la sostenibilità ambientale delle banche si declina nell'attenzione principalmente a due aspetti: gli impatti indiretti e gli impatti diretti.
Gli impatti diretti sono quelli che mettono in primo piano la stessa organizzazione della banca, i suoi consumi, le sue norme e le sue procedure. Lo sguardo è verso l'interno e tende a individuare nuove regole per pratiche aziendali ecoefficienti; vengono presi in considerazione svariati aspetti legati al funzionamento e alle caratteristiche della banca, dai consumi energetici a quelli idrici, dalla produzione di rifiuti, al rumore, dalle emissioni in atmosfera alla mobilità dei dipendenti, e molti altri. Su tali aspetti l'organizzazione ha un diretto e completo controllo.
Alcune fra le più importanti banche hanno già adottato i Climates Group Principles (ad esempio Credit Agricole, F & C Asset Management, HSBC, Munich Re, Standard Chartered, Swiss Re, BNP Paribas), mentre altre sono elencate tra le prime nel celebre Carbon Disclosure Leadership Index (CDLI).
L'impatto indiretto invece è riconducibile alle attività degli stakeholder (famiglie, imprese, amministrazioni, ecc.). Si tratta degli effetti (positivi/negativi) che intervengono sull'ambiente a causa del comportamento di soggetti esterni terzi, verso i quali la banca può esercitare una certa influenza favorendo l'adozione di scelte ecocompatibili. In questa categoria rientra soprattutto il sistema di relazione della banca con il suo mercato, nel quale offerta e comunicazione siano in grado di incentivare comportamenti e consumi sostenibili dei clienti, anche grazie, e soprattutto, a politiche di credito premianti.

## In Italia
L'Italia soffre di un certo ritardo nell'ambito del Green Banking soprattutto se posta a confronto con alcune esperienze statunitensi, dove esistono banche completamente verdi. Maggior punto di forza nel nostro Paese è l'attenzione agli impatti diretti, dove gli istituti bancari sono in grado di esercitare un maggior controllo. Meno frequentemente si ritrova la stessa attenzione, però, verso gli impatti indiretti. Da ciò si evince che il Green Banking rimane un concetto legato al vasto e magmatico mondo della Rsi, con ancora qualche difficoltà ad emergere con dignità autonoma, con il rischio di sfociare nel green washing. Infatti Green è una parola facile da usare e con un percepito fortemente positivo ma se usata impropriamente rischia di svuotarsi da quei valori che avrebbe dovuto recuperare.
Si assiste comunque ad una netta evoluzione dell'attenzione intorno al green, anche se al momento sono solo 3 gli istituti italiani presenti tra i 170 firmatari dell'UNEP FI Statement. E' confortante il fatto che 3 istituti italiani Unicredit Group; BCC Credito Trevigiano; Dexia-Crediop abbiano ottenuto la registrazione EMAS per la certificazione ambientale delle proprie attività. Il comparto è in fase di sviluppo e le strategie delle imprese basate sul Green Banking stanno aumentando anche se a volte si tratta di iniziative tattiche superate e spesso assimilate e proposte in arretrate visioni di Responsabilità Sociale di Impresa.
Innovativa è stata l'istituzione nel 2006 della Conference sul Green Banking, vero e proprio punto di riferimento dello stato dell'arte nazionale della disciplina. Nel 2007 è nato l'unico premio italiano dedicato Green Globe Banking Award che si pone l'obiettivo di premiare la best practice del verde bancario italiano. Del suo ideatore e fondatore, il Prof. Marco Fedeli, docente di Marketing ed Economia Aziendale all'Università Statale di Genova, arriva anche il tentativo di razionalizzazione della materia sintetizzando il green banking in quattro fondamentali pilastri:
- La considerazione che il Green Banking è un fenomeno strategico che va oltre la Rsi e il mercato tradizionale;
- Scelta degli impatti indiretti come chiave prioritaria dell'approccio green;
- Famiglia e media impresa come campo di applicazione privilegiata delle logiche del Green Banking;
- Nuovo marketing per nuovi bisogni e per nuovi beni emergenti[3].